# ستيفاني مارتي
ستيفاني مارتي (بالإنجليزية: Stefany Marty)‏ هي لاعبة هوكي الجليد أمريكية، ولدت في 16 أبريل 1988 في زيورخ في سويسرا.

## وصلات خارجية
- ستيفاني مارتي على موقع EliteProspects.com (الإنجليزية)
- ستيفاني مارتي على موقع Eurohockey.com (الإنجليزية)
- ستيفاني مارتي على موقع اللجنة الأولمبية الدولية (الإنجليزية)
- ستيفاني مارتي على موقع أوليمبيديا (الإنجليزية)